# Musar (movimiento)

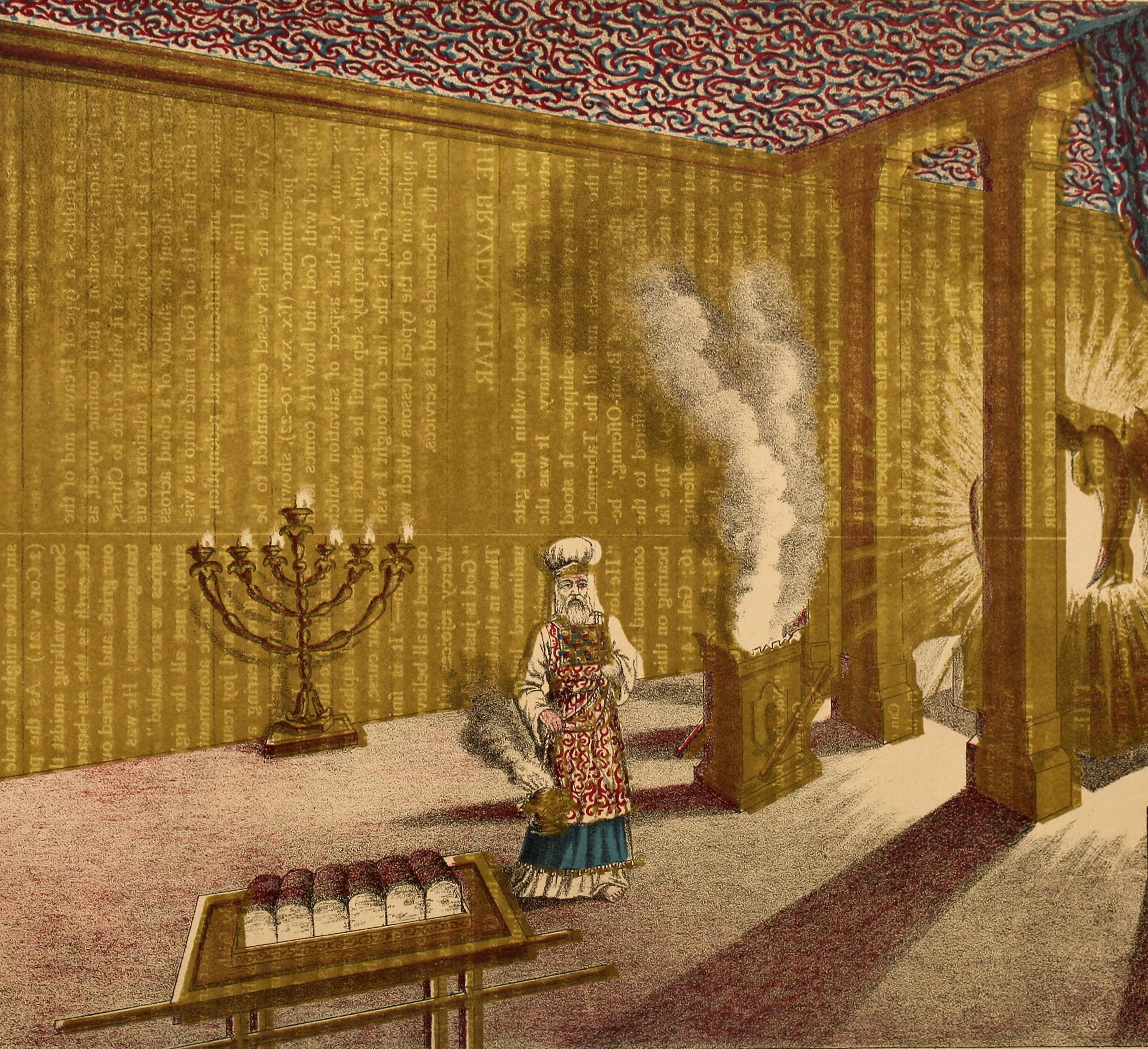
Imagen del Santas Sanctorum

El Movimiento del Musar fue un movimiento del judaísmo ortodoxo del siglo XIX. Se originó en Lituania como reacción a una temida desintegración de la cultura judía mediante la asimilación cultural, la Haskalá, los pogromos antisemitas, y la propagación del judaísmo jasídico. Su fundador fue el Rabino Yisroel Salanter. La palabra hebrea "Musar" se puede encontrar en la Biblia, en el Libro de los Proverbios 1:2 y significa: moral, instrucción y disciplina.
El movimiento fue moldeado por la Literatura del Musar, la cual desde la Edad Media defendía un comportamiento moral y ético. Su objetivo era disciplinar en el esfuerzo por conseguir un desarrollo ético y espiritual del ser humano. El movimiento del Musar fue fundado alrededor de 1840 por el Rabino Yisroel Salanter en la ciudad lituana de Vilna. Este movimiento fue seguido por las academias talmúdicas lituanas y por las yeshivot de Kelm, Kovno, Novardok, Slabodka y Telshe. Después de la partida de Salanter a Alemania en 1857, el movimiento fue liderado por sus estudiantes Simcha Zisel Zwi y Yitzchak Blazer. Desde 1890 hubo desacuerdos dentro del movimiento, y algunas críticas por parte del judaísmo rabínico. A partir de 1905, el movimiento del Musar se volvió más minoritario. Hoy en día, el estudio del Musar es una parte importante del estudio en las yeshivot ortodoxas.